# دوین جی کری
دوین جی کیری (به انگلیسی: Duane Gene "Digger" Carey) فضانورد اهل ایالات متحده آمریکا است که در ۳۰ آوریل ۱۹۵۷ میلادی در سینت‌پال زاده شد. وی در مأموریت اس‌تی‌اس-۱۰۹ حضور داشته است.